# دانه‌پاشلک کهتر
دانه‌پاشلک کهتر (نام علمی: Thinocorus rumicivorus) یک گونه خشکی‌دوست از سردهٔ دانه‌پاشلک‌ها (Thinocoridae) است.
در آرژانتین، بولیوی، شیلی و پرو زادآوری می‌کند. آنها در سراسر آمریکای جنوبی رایج هستند و در اکوادور، جزایر فالکلند، اروگوئه، برزیل، و تا قطب جنوب ثبت شده‌اند. محدودهٔ دانه‌پاشلک کهتر حدود ۱۳۰۰۰۰۰ کیلومتر مربع برآورد شده است.
زیستگاه‌های طبیعی آن علفزارهای معتدل، علفزارهای نیمه‌گرمسیری یا گرمسیری با ارتفاعات بالا و مراتع است، اما می‌توان آن را در زیستگاه‌هایی از سواحل شنی تا استپ‌های باز و حتی برخی از بیابان‌های باز در شمال شیلی یافت.